# 拱桥岭青铜时代遗址
拱桥岭青铜时代遗址，位于中国广东省韶关市曲江区樟市镇南约管理区，为韶关市曲江区文物保护单位，类型为古遗址，公布时间为1993年6月21日。
拱桥岭青铜时代遗址的历史年代为青铜时代。